# Altier
Altier is een gemeente in het Franse departement Lozère (regio Occitanie) en telt 208 inwoners (2005). De plaats maakt deel uit van het arrondissement Mende.

## Geografie
De oppervlakte van Altier bedraagt 60,8 km², de bevolkingsdichtheid is 3,4 inwoners per km².
De onderstaande kaart toont de ligging van Altier met de belangrijkste infrastructuur en aangrenzende gemeenten.

## Demografie
Onderstaande figuur toont het verloop van het inwonertal (bron: INSEE-tellingen).